# Kauaiina parva
Kauaiina parva là một loài bướm đêm thuộc họ Geometridae. Nó là loài đặc hữu của miền đông Maui.
Với sải cánh khoảng 19 mm, loài này nhỏ hơn nhiều so với các thành viên khác thuộc trong chi này. Nó có màu nâu hơi xám.